# 肖屋摩崖石刻
肖屋摩崖石刻，位于中国广东省河源市连平县田源镇肖屋村，为河源市连平县的一个县级文物保护单位，类型为石窟寺及石刻，公布时间为1985年4月。
肖屋摩崖石刻的历史年代为明代。